# Salvatore Cabella
Salvatore Cabella (Sampierdarena, 21 ottobre 1896 – Genova, 11 maggio 1965) è stato un nuotatore e pallanuotista italiano, di ruolo portiere.

## Carriera
Il giovane Cabella si fa notare già nel 1913 durante la Popolare di Nuoto di Genova, vincendo su tutti i partecipanti. Per questo venne organizzata da Enrico Rossi una sfida, che diverrà la competizione nota come "Miglio marino di Sturla", tra Cabella e il campione dell'epoca, Malito Costa.
Costa ebbe la meglio ma la gara venne ricordata come una tra le più avvincenti. Successivamente viene scoperta la sua abilità nella pallanuoto nel ruolo di portiere, nel quale era abile tanto da meritare la convocazione per le Olimpiadi di Anversa nel 1920.